# Síakrobatika a 2002. évi téli olimpiai játékokon
A 2002. évi téli olimpiai játékokon a síakrobatika versenyeit  Salt Lake Cityben rendezték meg. A férfiaknak és a nőknek egyaránt 2-2 versenyszámban osztottak érmeket.

## Éremtáblázat
| A 2002. évi téli olimpiai játékok éremtáblázata síakrobatikában | A 2002. évi téli olimpiai játékok éremtáblázata síakrobatikában | A 2002. évi téli olimpiai játékok éremtáblázata síakrobatikában | A 2002. évi téli olimpiai játékok éremtáblázata síakrobatikában | A 2002. évi téli olimpiai játékok éremtáblázata síakrobatikában | Olimpia  |
| --------------------------------------------------------------- | --------------------------------------------------------------- | --------------------------------------------------------------- | --------------------------------------------------------------- | --------------------------------------------------------------- | -------- |
|                                                                 | Ország                                                          | Arany                                                           | Ezüst                                                           | Bronz                                                           | Összesen |
| 1.                                                              | Ausztrália (AUS)                                                | 1                                                               | 0                                                               | 0                                                               | 1        |
| 1.                                                              | Csehország (CZE)                                                | 1                                                               | 0                                                               | 0                                                               | 1        |
| 1.                                                              | Finnország (FIN)                                                | 1                                                               | 0                                                               | 0                                                               | 1        |
| 1.                                                              | Norvégia (NOR)                                                  | 1                                                               | 0                                                               | 0                                                               | 1        |
|                                                                 |                                                                 |                                                                 |                                                                 |                                                                 |          |
| 5.                                                              | Egyesült Államok (USA)                                          | 0                                                               | 3                                                               | 0                                                               | 3        |
| 6.                                                              | Kanada (CAN)                                                    | 0                                                               | 1                                                               | 1                                                               | 2        |
|                                                                 |                                                                 |                                                                 |                                                                 |                                                                 |          |
| 7.                                                              | Fehéroroszország (BLR)                                          | 0                                                               | 0                                                               | 1                                                               | 1        |
| 7.                                                              | Franciaország (FRA)                                             | 0                                                               | 0                                                               | 1                                                               | 1        |
| 7.                                                              | Japán (JPN)                                                     | 0                                                               | 0                                                               | 1                                                               | 1        |
|                                                                 |                                                                 |                                                                 |                                                                 |                                                                 |          |
| Összesen                                                        | Összesen                                                        | 4                                                               | 4                                                               | 4                                                               | 12       |

## Érmesek

### Férfi
| A 2002. évi téli olimpiai játékok érmesei férfi síakrobatikában |                                  |        |                                       |        |                                           |        |
| Versenyszám                                                     | Arany                            | Arany  | Ezüst                                 | Ezüst  | Bronz                                     | Bronz  |
| Mogul                                                           | Janne Lahtela · Finnország (FIN) | 27,97  | Travis Mayer · Egyesült Államok (USA) | 27,59  | Richard Gay · Franciaország (FRA)         | 26,91  |
| Ugrás                                                           | Aleš Valenta · Csehország (CZE)  | 257,02 | Joe Pack · Egyesült Államok (USA)     | 251,64 | Aljakszej Hrisin · Fehéroroszország (BLR) | 251,19 |

### Női
| A 2002. évi téli olimpiai játékok érmesei női síakrobatikában |                                  |        |                                         |        |                              |        |
| Versenyszám                                                   | Arany                            | Arany  | Ezüst                                   | Ezüst  | Bronz                        | Bronz  |
| Mogul                                                         | Kari Traa · Norvégia (NOR)       | 25,94  | Shannon Bahrke · Egyesült Államok (USA) | 25,06  | Szatoja Tae · Japán (JPN)    | 24,85  |
| Ugrás                                                         | Alisa Camplin · Ausztrália (AUS) | 193,47 | Veronica Brenner · Kanada (CAN)         | 190,02 | Deidra Dionne · Kanada (CAN) | 189,26 |